# Трубілін Іван Тимофійович
Іван Тимофійович Трубілін (22 січня 1931, станиця Шкуринська, тепер Кущевського району Краснодарського краю, Російська Федерація — 8 грудня 2014, місто Краснодар, Російська Федерація) — радянський державний діяч, ректор Кубанського сільськогосподарського інституту (Кубанського державного аграрного університету), голова Краснодарського сільського крайвиконкому. Депутат Верховної ради РРФСР 6-го скликання. Кандидат економічних наук (1968), професор (1974), доктор економічних наук (1976). Член-кореспондент Всесоюзної академії сільськогосподарських наук імені Леніна (1982), академік Всесоюзної академії сільськогосподарських наук імені Леніна (1988), академік Російської академії наук (2013), академік Міжнародної академії інформатизації при Організації Об'єднаних Націй. Герой Соціалістичної Праці (30.04.1991).

## Біографія
З 1949 по 1954 рік — студент Мелітопольського інститут механізації сільського господарства Запорізької області.
У 1954—1956 роках — головний інженер Гулькевицької машинно-тракторної станції Краснодарського краю.
У лютому 1956 — 1958 року — директор Гулькевицької машинно-тракторної станції Краснодарського краю.
У 1958 році — директор Відрадно-Кубанської ремонтно-технічної станції Краснодарського краю.
У 1958—1959 роках — 2-й секретар Ярославського районного комітету КПРС Краснодарського краю.
У 1959—1960 роках — 2-й секретар Гулькевицького районного комітету КПРС Краснодарського краю.
У 1960—1962 роках — 1-й секретар Гулькевицького районного комітету КПРС Краснодарського краю.
З березня по червень 1962 року — начальник Армавірського територіального виробничого колгоспно-радгоспного управління Краснодарського краю.
У червні — грудні 1962 року — голова виконавчого комітету Краснодарської крайової ради депутатів трудящих.
У грудні 1962 — грудні 1964 року — голова виконавчого комітету Краснодарської сільської крайової ради депутатів трудящих.
У 1965—1970 роках — начальник Краснодарського крайового управління сільського господарства.
У 1970—2007 роках — ректор Кубанського сільськогосподарського інституту (з 1991 року — Кубанського державного аграрного університету) в місті Краснодарі
Указом Президента СРСР від 30 квітня 1991 року за «великий особистий внесок у розвиток сільськогосподарської науки та підготовку висококваліфікованих фахівців для агропромислового комплексу країни» був удостоєний звання Героя Соціалістичної Праці з врученням ордена Леніна та медалі «Серп і Молот».
З 2007 по 8 грудня 2014 року — президент Кубанського державного аграрного університету в Краснодарі.
Автор понад 150 наукових праць у галузі сільського господарства, низки підручників та навчальних посібників. Брав активну участь у будівництві обвідного каналу навколо Краснодара та кількох інших будівель і житлових масивів.
Помер 8 грудня 2014 року. Похований на алеї почесних громадян міста Краснодара на Слов'янському цвинтарі.

## Родина
Брат Трубіліна Миколи Тимофійовича.

## Нагороди і звання
- Герой Соціалістичної Праці (30.04.1991)
- два ордени Леніна (29.08.1986, 30.04.1991)
- орден Жовтневої Революції (8.04.1971)
- два ордени Трудового Червоного Прапора (23.06.1966, 7.12.1973)
- орден Дружби народів (28.05.1981)
- орден «За заслуги перед Вітчизною» III ст. (21.02.2008) (Російська Федерація)
- орден «За заслуги перед Вітчизною» IV ст. (6.12.2003) (Російська Федерація)
- Заслужений діяч науки Російської Федерації (19.10.1995)
- Герой праці Кубані (2002)
- Золоті медалі ВДНГ СРСР (1963, 1967, 1968)
- медалі